# Farci poitevin
Le farci poitevin, ou farci charentais, selon l'endroit, est une spécialité culinaire servie froide en entrée ou chaude en plat principal, des départements français de la Vienne, des Deux-Sèvres, de la Vendée, et du nord des départements de Charente et Charente-Maritime.

## Présentation
Le farci poitevin, ou farci charentais, est un pâté de légumes, cuit emballé dans de grandes feuilles de chou, et qui se mange généralement en entrée, avec du pain à l'instar des charcuteries.

## Homonymes
On le connaît sous le nom de farci (nom poitevin-saintongeais) dans les cinq départements d'entre Loire et Gironde, Vendée, Deux-Sèvres, Vienne, Charente et Charente-Maritime, et, plus rarement, sous celui de poule verte en sud-est, Deux-Sèvres et nord-est, Charente-Maritime, sous celui de pâté d'herbes en nord-est Charente-Maritime, et sous celui de far en Vendée.

## Différentes recettes
Il existe autant de recettes que de cuisiniers, mais on peut dire qu'il est constitué d'un hachis de légumes-feuilles (oseille, blettes, choux… voire salades, épinard), de plantes aromatiques (persil, oignons, éventuellement ail ou poireau), et de lard, lié par des œufs, (plus farine, crème fraîche ou lait, sel et poivre), et cuit au pot dans un filet — dans lequel sont disposées de grandes feuilles de choux pour le retenir —, ou parfois au four, dans un plat.

## Commercialisation
Ce plat est fréquemment en vente, sous son nom régional de « farci », en charcuteries et supermarchés, où on le trouve fréquemment vendu à la coupe, ou plus rarement en bocaux.